# Georgium japonicum
Georgium japonicum är en nattsländeart som först beskrevs av Georg Ulmer 1905.  Georgium japonicum ingår i släktet Georgium och familjen Calamoceratidae. Inga underarter finns listade i Catalogue of Life.